# Kophobelemnonidae
Kophobelemnonidae är en familj av nässeldjur. Kophobelemnonidae ingår i ordningen sjöpennor, klassen Octocorallia, fylumet nässeldjur och riket djur.
Familjen innehåller bara släktet Kophobelemnon.